# Owain Yeoman
Owain Sebastian Yeoman (Chepstow, Wales, Egyesült Királyság, 1978. július 2. –) walesi színész. Mike Yeoman, atomfizikus és Hilary Yeoman egyetlen fia. Egy lánytestvére van Alisa.

## Élete
Színésznek a Royal Academy of Dramatic Arton Londonban tanult. Angol irodalomból a Brasenose College, Oxfordi egyetemen végzett.
Első filmes szerepe 2004-ben a Trója című filmben volt, ahol Lysandert alakította. Ugyancsak feltűnt Broken Lizard Sörfesztivál című filmjében és vendégszereplő egy Kisvárosi gyilkosságok részben. Leghíresebb szerepe a Terminátor – Sarah Connor krónikái pilot részében, ő játssza a T-888-as Terminátort. A szerepet később Garret Dillahunt vette át.
Feltűnik még tv-sorozatokban is, mint például a The Nine, a Kitchen Confidential vagy az HBO elismert sorozatában, a Gyilkos megszállásban. Jelenleg is játszik A mentalistában, Wayne Rigsby ügynököt alakítja.
2013. szeptember elején feleségül vette Gigi Yallouz ékszertervezőt a színész Malibui otthonában. Azóta Malibuban él a pár. Owain vegetáriánus és pózolt már a PETA állatvédő egyesület, vegetáriánus kampányában.